# Georg Wilhelm Wahl
Georg Wilhelm Wahl, född 1706 i Tyskland, död 21 maj 1778 i Köpenhamn, var en tysk-dansk medaljgravör och myntmästare.
Han var från 1739 gift med Mette Dorothea Gercken. Wahl blev stämpelmästare vid myntverket i Hamburg 1726 och kom 1731 som medaljgravör till Chr. Winekes Forpagtningsmønt i Köpenhamn. I Danmark utförde han 1742 en medalj över kronprins Frederik som av Christian VI ansågs ofullkommen varför han på Christian VI befallning sändes till Johann Carl Hedlinger i Stockholm för att perfectionere sig i Kunsten. Han utnämndes till kunglig hovmedaljör i Köpenhamn 1737 och blev stämpelskärare vi det kungliga danska myntverket 1749 samt myntmästare från 1751, först vid kungliga myntverket och därefter vid Bankens Mønt 1761–1765. Under sin aktiva tid utförde han åtskilliga danska mynt, medaljer och sigill.